# Kay Pérez
Cayetano Pérez Vega (22 de enero 1930, Jerez, Zacatecas) hijo de Jesús Pérez García y Guadalupe Vega Quintero, fue reconocido mundialmente como saxofonista.

## Trayectoria
A sus 7 años de edad inició a estudiar música y comenzó el oficio de talabartero. Inició su carrera profesionalmente en 1942 a sus 12 años de edad en la orquesta típica de su tierra natal, bajo la dirección de su padre. Con la inquietud de superarse y aprender más, decidió trasladarse a la ciudad de Zacatecas en 1945. Allí entró en la mejor orquesta de Zacatecas en esos tiempos (la orquesta de Robert) tocando el saxofón. En 1951 fue a la Ciudad de México donde empezó a trabajar como músico solista en las mejores orquestas del momento, como la de Luis Arcaraz, Juan García Esquivel, Evangelina Elizondo y muchas más. Después formó su propia orquesta en 1960 la cual la llamó “Kay Pérez y su orquesta”. Duró cuatro años siendo la mejor orquesta en el Centro Nocturno "El Patio", el mejor centro nocturno de la época en la República Mexicana, acompañando a artistas de talla internacional como José José, Rocío Dúrcal, Stand Gues, Raphael, The Platters, Ella Fitzgerald, Jacky Wilson, Louis Armstrong, Charles Aznavour, Toña la Negra, etc. En esta época, siendo arreglista y director musical exclusivo de la Compañía Disquera Orfeón Video Vox, quien bautizó al maestro Cayetano con el nombre artístico de “Kay Pérez”; acompañó a varios artistas de la talla de Luis Vivi Hernández, Los Hermanos Carrión Johnny Dinamo, entre otros.
Aceptó también la dirección musical del programa de televisión Orfeón A Go-Go. Ganó el primer lugar de bandas de toda la república mexicana. Dio un concierto en Bellas artes en la sala Manuel M. Ponce. Ha sido distinguido con innumerables homenajes en toda la república mexicana. También dirigió a la banda monumental formado por 700 músicos. Ha sido nombrado segundo mejor saxofonista del mundo y sexto mejor compositor del mundo. En 1972, el profesor Orlando Arvizu lo llamó para entrevistarse con el Licenciado Humberto Lugo Gil, entonces delegado en Venustiano Carranza, quien lo invitó a formar una orquesta para su delegación. La banda de la Delegación Venustiano Carranza, debutó el 13 de septiembre de 1972, a partir de esta fecha, se ha presentado en diversos eventos dentro y fuera de la Delegación. El maestro Kay Pérez, quien estudió violín, bajo, batería, guitarra, banyo y posteriormente saxofón, ha plasmado su conocimiento y sensibilidad en sus composiciones musicales; estos últimos han trascendido las fronteras mexicanas con el reconocimiento internacional.

## Distinciones
- Fue nombrado el segundo mejor saxofonista del mundo.
- Fue nombrado el sexto mejor arreglista del mundo.
- Duró cuatro años siendo la mejor orquesta en el Centro Nocturno "El Patio" (el mejor centro nocturno de la época en la República Mexicana).
- Es director de la Orquesta Venustiano Carranza.
- Tuvo la dirección musical del programa de televisión Orfeón A Go-Go.
- Dirigió a la Banda Monumental, formada

por 700 músicos.
- Ganó el primer lugar de bandas de toda la República Mexicana.

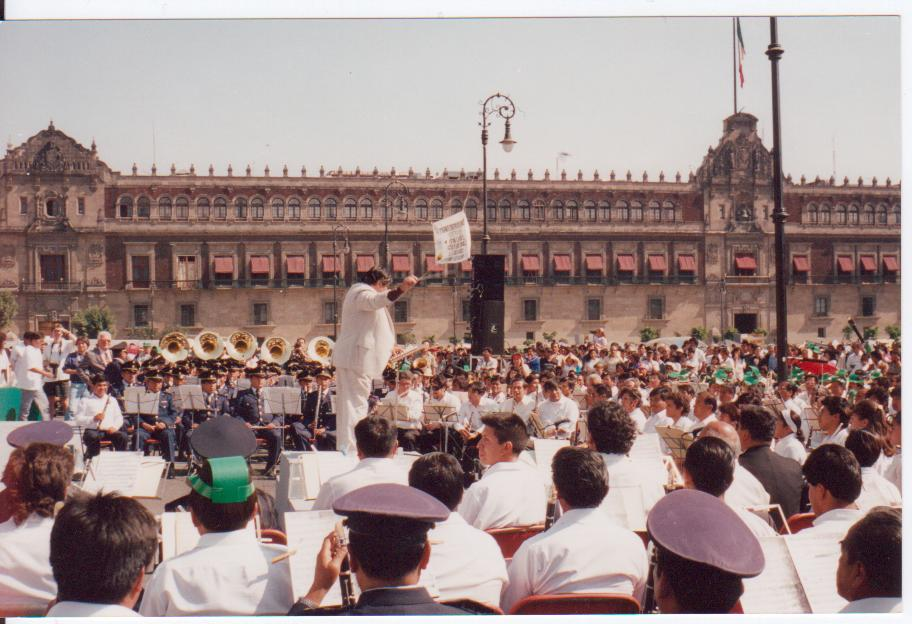
Con su orquesta.
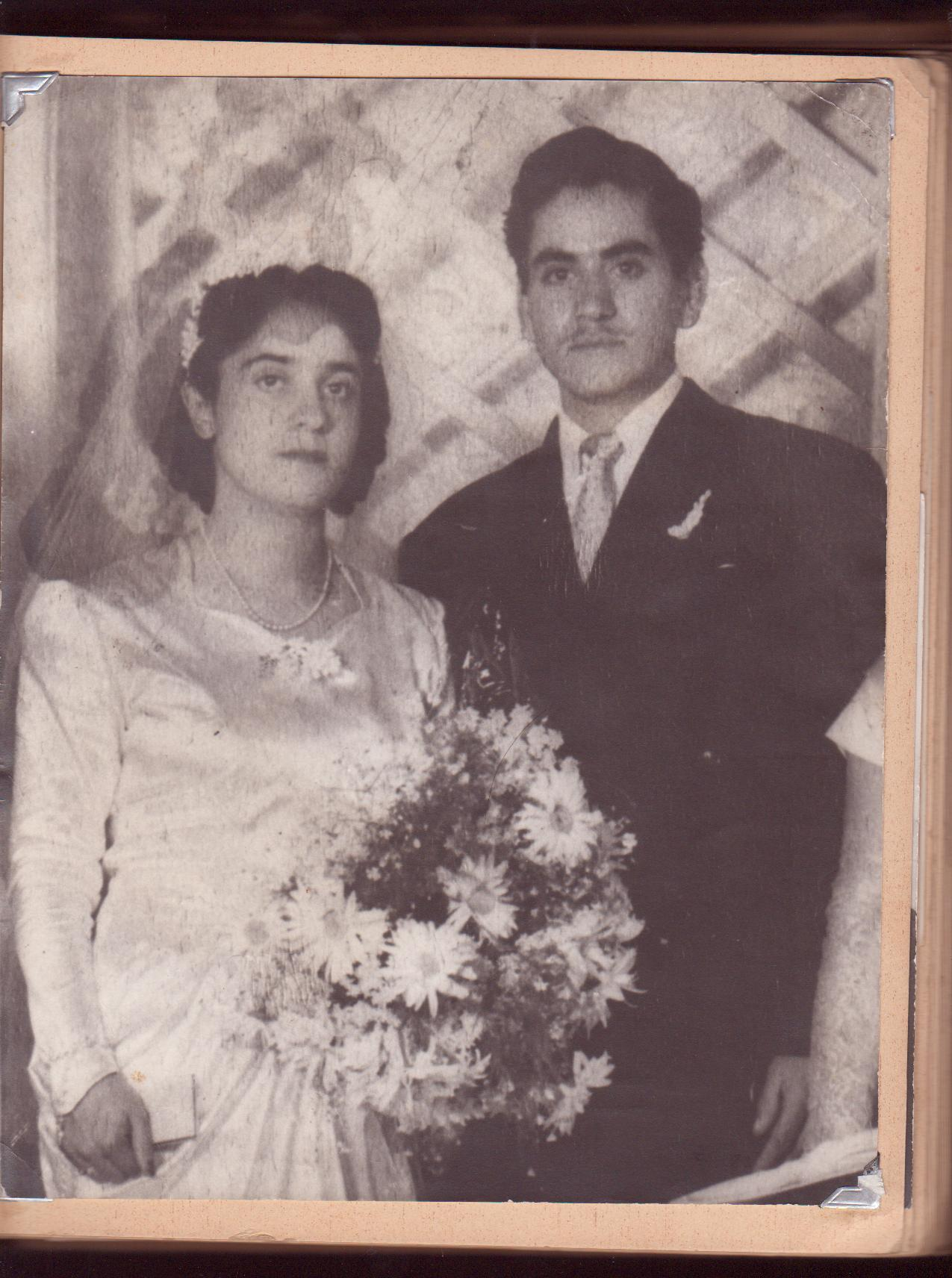
Con Luz.
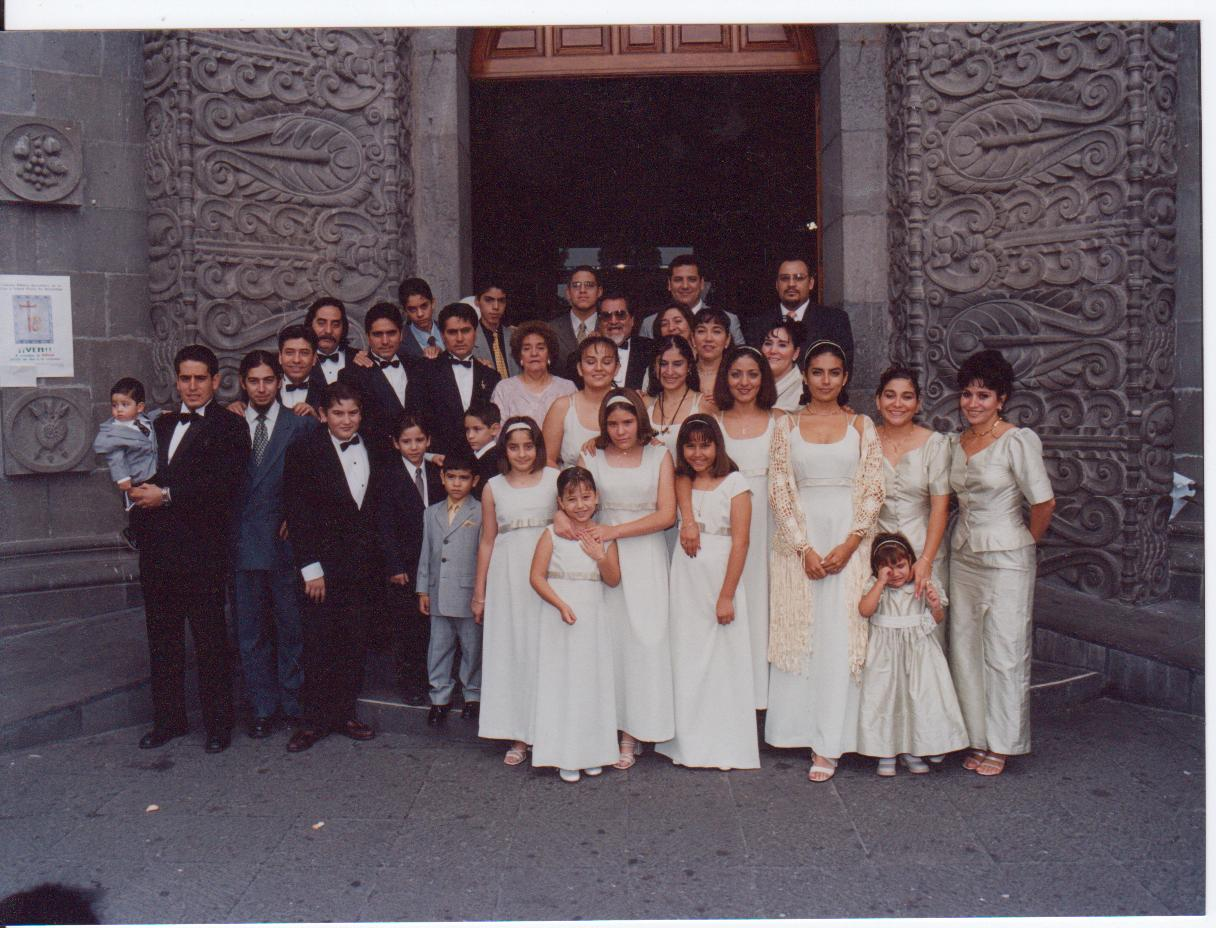
Con su familia.
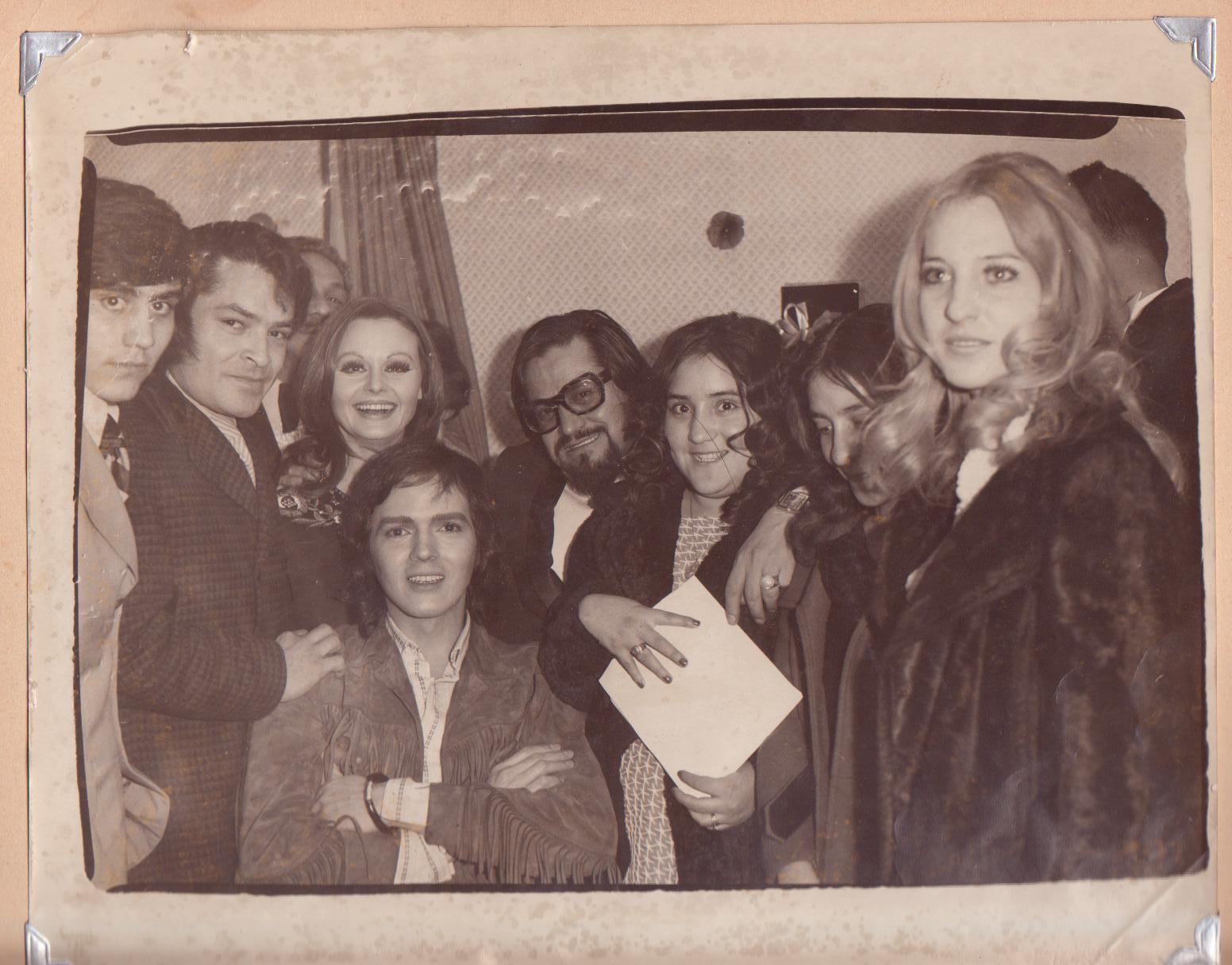
Con sus artistas.
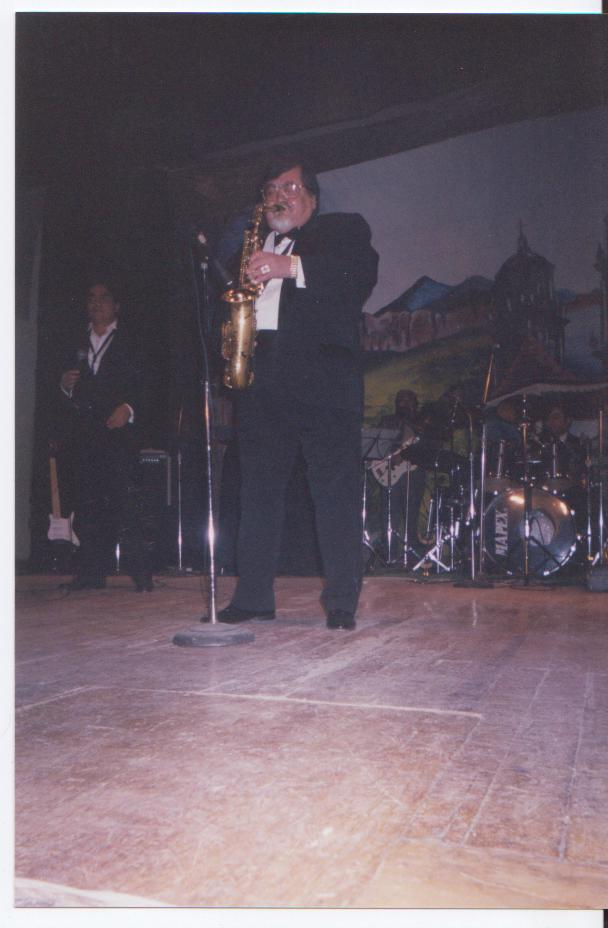
Tocando el saxofón.

- Datos: Q5958746